# Macrodontopteryx
Macrodontopteryx es un género extinto de ave pelagornítida, cuya validez se encuentra en duda. Estos animales pudieron haber sido parientes de los pelícanos y cigüeñas, o bien de las anseriformes, por lo que son situadas en su propio orden, Odontopterygiformes, para dar cuenta de esta incertidumbre.

## Descripción
Solo se conoce a la fecha una especie, Macrodontopteryx oweni. Sus restos fueron encontrados en sedimentos del Ypresiense (Eoceno Inferior) de la Arcilla de Londres en la isla de Sheppey (Inglaterra), en donde fueron depositados hace cerca de 50 millones de años en la zona de mamíferos del Paleógeno MP8-9. Los fósiles fueron en principio asignados a to Argillornis longipennis, el cual es considerado como un sinónimo más moderno de Dasornis emuinus, una pelagornítida mayor que M. oweni. Debido a la escasez de los retos fósiles, no es claro si la especie de ave pelagornítida descrita como Pseudodontornis longidentata es o no la misma que M. oweni, aunque su tamaño sugiere que es más probable que sea un sinónimo de D. emuinus. En cualquier caso, es posible que por sí mismo Macrodontopteryx no sea un género distinto sino un miembro grande de su contemporáneo (y simpátrico) Odontopteryx, o un espécimen joven o pequeño de Dasornis.
El único espécimen fósil (BMNH A1) es un cráneo incompleto y aplastado al cual le falta la mayor parte del pico. En el animal vivo este pudo haber medido unos 30–35 centímetros. La envergadura estaba probablemente alrededor de los 4 metros.

## Otros restos asignados
Si Macrodontopteryx es en realidad un género diferente, quizás algunos fósiles de pelagornítidos hallados en el Lutetiano (Eoceno Medio, MP11-13, hace cerca de 45 millones de años) en depósitos de Etterbeek (Bélgica) pueden pertenecerle. Como en el holotipo BMNH A1, estos fueron asignados a Argillornis longipennis en el pasado; al menos una parte del material situados en este taxón en algunos momentos – pero no sus piezas del húmero del sintipo – que parecen demasiado pequeñas para ser de un Dasornis adulto.
Un fragmento distal de radio del Oligoceno Inferior (Estampiano, MP21-23, datado en 32 millones de años) hallado en Hamstead en la isla de Wight (Inglaterra) fue asignado también a Macrodontopteryx. Sin dudas proviene de un ave muy grande capaz de volar, pero poco más se puede decir de este. Un fragmento de la misma antigüedad de vértebra cervical (el espécimen BMNH A-4413) y una falange del pie hallado cerca de Yarmouth fueron, debido a su tamaño, considerados como pertenecientes al ave forusrácida no voladora Eleutherornis. Estos fueron descritos como Proceriavis martini, pero nunca han sido comparados en detalles con los fósiles de pelagornítidos. No se puede excluir que Proceriavis pertenezca a Pelagornithidae, pero si en realidad es un sinónimo más moderno de Macrodontopteryx es algo muy incierto dada la diferencia de cerca de 20 millones de años entre los materiales de la isla de Sheppey y la isla de Wight. 